# Unione Sportiva Salernitana 1945-1946
Questa voce raccoglie le informazioni riguardanti la Unione Sportiva Salernitana nelle competizioni ufficiali della stagione 1945-1946.

## Stagione
Subito dopo la Liberazione dal nazi-fascismo, in Italia riprendono le attività di gioco ufficiali, e la Salernitana, dopo le due stagioni giocate al vecchio campo di Piazza D'Armi, per la Divisione Nazionale 1945-1946 può nuovamente disputare le proprie gare interne allo stadio di via Nizza, che nel frattempo ha mutato nome da "Littorio" a "Comunale".
Viste le difficoltà economiche in cui versano tutte le società di calcio del periodo post bellico, si decide di suddividere il massimo torneo nazionale in due gironi, uno per le squadre settentrionali e l'altro per quelle meridionali. Vengono ammesse all'atipico torneo anche le migliori compagini di Serie B, e tra queste c'è anche la Salernitana che, impreparata dinnanzi al superiore tasso tecnico delle squadre di Serie A, chiude il campionato al nono posto (terz'ultima).
In seguito disputerà anche il torneo misto B-C, ma non si tratta di un torneo ufficiale, e proprio per la scarsa importanza della competizione, una volta vinto il proprio girone e guadagnato l'accesso alla finale vincendo il girone semifinale caratterizzato dal ritiro di squadre come Lazio e Palermo, i salernitani rinunciano a giocarvi favorendo la vittoria a tavolino per la Pistoiese. Tali rinunce derivano anche dal fatto che il torneo viene disputato con l'afa della piena estate.

## Divise
La Salernitana dal 1945 utilizzerà il granata come colore ufficiale. La divisa era formata da una maglietta granata, pantaloncini bianchi e calzettoni granata.
| Manica sinistra · Maglietta · Maglietta · Manica destra · Pantaloncini · Calzettoni · Calzettoni |

## Organigramma societario
Fonte
Area direttiva
- Presidente: Domenico Mattioli
- Segretario: Vincenzo Barone

Area tecnica
- Allenatore: Vittorio Mosele

Area sanitaria
- Medico Sociale: Gino Bernabò
- Massaggiatore: Angelo Carmando

## Rosa
Fonte

### Divisione Nazionale
| N. |                   | Ruolo | Calciatore                   |
| -- | ----------------- | ----- | ---------------------------- |
|    | Italia (bandiera) | P     | Vittorio Mosele (allenatore) |
|    | Italia (bandiera) | P     | Otello Ricci                 |
|    | Italia (bandiera) | P     | Gabriele Tramontano          |
|    | Italia (bandiera) | D     | Carmelo Amenta               |
|    | Italia (bandiera) | D     | Adolfo Bellucci              |
|    | Italia (bandiera) | D     | M. Grassi                    |
|    | Italia (bandiera) | D     | Fernando Lomi                |
|    | Italia (bandiera) | D     | Alberto Piccinini            |
|    | Italia (bandiera) | C     | Raffaele D'Errico            |
|    | Italia (bandiera) | C     | Carmine Iacovazzo            |
|    | Italia (bandiera) | C     | Mario Saracino               |
|    | Italia (bandiera) | C     | Arturo Scariati              |
|    | Italia (bandiera) | C     | Renato Tori                  |

| N. |                   | Ruolo | Calciatore         |
| -- | ----------------- | ----- | ------------------ |
|    | Italia (bandiera) | C     | Antonio Valese     |
|    | Italia (bandiera) | C     | Vincenzo Voccia    |
|    | Italia (bandiera) | A     | Lelio Colaneri     |
|    | Italia (bandiera) | A     | Amelio Gambino     |
|    | Italia (bandiera) | A     | Giuseppe Jemma     |
|    | Italia (bandiera) | A     | Armando Longhi     |
|    | Italia (bandiera) | A     | Vincenzo Margiotta |
|    | Italia (bandiera) | A     | Matteo Meo         |
|    | Italia (bandiera) | A     | Elio Onorato       |
|    | Italia (bandiera) | A     | Paparella          |
|    | Italia (bandiera) | A     | Antonio Punzi      |
|    | Italia (bandiera) | A     | Gennaro Rizzo      |
|    | Italia (bandiera) | A     | Vincenzo Volpe     |

### Post Campionato B-C
| N. |                   | Ruolo | Calciatore                   |
| -- | ----------------- | ----- | ---------------------------- |
|    | Italia (bandiera) | P     | Vittorio Mosele (allenatore) |
|    | Italia (bandiera) | D     | M. Grassi                    |
|    | Italia (bandiera) | D     | Fernando Lomi                |
|    | Italia (bandiera) | D     | Alberto Piccinini            |
|    | Italia (bandiera) | C     | Carmine Iacovazzo            |
|    | Italia (bandiera) | C     | Mario Saracino               |
|    | Italia (bandiera) | C     | Renato Tori                  |

| N. |                   | Ruolo | Calciatore         |
| -- | ----------------- | ----- | ------------------ |
|    | Italia (bandiera) | C     | Antonio Valese     |
|    | Italia (bandiera) | A     | Lelio Colaneri     |
|    | Italia (bandiera) | A     | Vincenzo Margiotta |
|    | Italia (bandiera) | A     | Elio Onorato       |
|    | Italia (bandiera) | A     | Antonio Punzi      |
|    | Italia (bandiera) | A     | Vincenzo Volpe     |

## Risultati

### Divisione Nazionale

#### Girone di andata
| Arbitro: | Curradi (Firenze) |

|                            |           |                  |
| Bergamasco 7’ Ulivieri 43’ | Marcatori | 47’, 78’ Onorato |

| Arbitro: | Scotti (Taranto) |

|                      |           |  |
| Tori 8’ Colaneri 84’ | Marcatori |  |

| Arbitro: | Masseroni (Milano) |

|                                                                       |           |               |
| Lanciaprima 57’, 70’ Mincarelli 64’ (rig.) Tontodonati 79’ Suozzi 86’ | Marcatori | 63’ Margiotta |

| Arbitro: | Dattilo (Roma) |

|                      |           |  |
| Margiotta 75’ (rig.) | Marcatori |  |

| Arbitro: | Cambi (Livorno) |

|                      |           |  |
| Margiotta 21’ (rig.) | Marcatori |  |

| Arbitro: | Maurelli (Roma) |

|                    |           |  |
| Piana 7’, 16’, 55’ | Marcatori |  |

| Arbitro: | Catalucci (Firenze) |

|                     |           |                            |
| Jacobini 48’ (aut.) | Marcatori | 3’, 82’ Amadei 29’ Krieziu |

| Arbitro: | Vannini (Bologna) |

|             |           |  |
| Carraro 49’ | Marcatori |  |

| Arbitro: | Cambi (Livorno) |

|             |           |  |
| Verrina 47’ | Marcatori |  |

| Arbitro: | Dattilo (Roma) |

|                            |           |                                 |
| Margiotta 33’ Colaneri 65’ | Marcatori | 57’, 81’ Di Benedetti 83’ Lenzi |

#### Girone di ritorno
| Arbitro: | Vannini (Bologna) |

|                                            |           |  |
| Onorato 24’ Volpe 75’ Margiotta 83’ (rig.) | Marcatori |  |

| Arbitro: | Catalucci (Firenze) |

|                           |           |           |
| Lombardini 73’ Koenig 75’ | Marcatori | 79’ Volpe |

| Arbitro: | Cristianello (Bari) |

|                           |           |  |
| Onorato 44’ Margiotta 86’ | Marcatori |  |

| Arbitro: | Orlandini (Roma) |

|                            |           |  |
| Gritti 2’, 54’, 71’ Gei 7’ | Marcatori |  |

| Arbitro: | Pizziolo (Firenze) |

|                          |           |               |
| Varoli 54’ Trevisani 63’ | Marcatori | 38’ Margiotta |

| Salerno 3 marzo 1946 16ª giornata | Salernitana   | 0 – 0 referto | Pro Livorno | Stadio Comunale\| Arbitro: \| Gemini (Roma) \| |
| Arbitro:                          | Gemini (Roma) |               |             |                                                |

| Arbitro: | Coppolone (Bari) |

|                                |           |                      |
| Urilli 2’, 47’ Amadei 11’, 51’ | Marcatori | 7’ Tori 48’ Colaneri |

| Salerno 17 marzo 1946 18ª giornata | Salernitana     | 0 – 0 referto | Palermo | Stadio Comunale\| Arbitro: \| De Paola (Bari) \| |
| Arbitro:                           | De Paola (Bari) |               |         |                                                  |

| Arbitro: | Scotti (Taranto) |

|             |           |              |
| Colaneri 7’ | Marcatori | 50’ Andreolo |

| Arbitro: | Prandi |

|                |           |  |
| Maestrelli 29’ | Marcatori |  |

### Post campionato B-C

#### Girone G

##### Girone di andata
| Salerno 12 maggio 1946 1ª giornata                                                           | Salernitana | 6 – 0 referto | Cosenza | Stadio Comunale |
| \| \| \| \| \| Colaneri 25’, 61’, 84’ Volpe 35’ Onorato 60’ Margiotta 82’ \| Marcatori \| \| |             |               |         |                 |
|                                                                                              |             |               |         |                 |
| Colaneri 25’, 61’, 84’ Volpe 35’ Onorato 60’ Margiotta 82’                                   | Marcatori   |               |         |                 |

| Salerno 19 maggio 1946 2ª giornata                                                        | Salernitana | 4 – 1 referto | Torrese | Stadio Comunale |
| \| \| \| \| \| Margiotta 15’, 27’ Colaneri 29’ Valese 40’ \| Marcatori \| 38’ Rossetti \| |             |               |         |                 |
|                                                                                           |             |               |         |                 |
| Margiotta 15’, 27’ Colaneri 29’ Valese 40’                                                | Marcatori   | 38’ Rossetti  |         |                 |

| Scafati 26 maggio 1946 3ª giornata                                     | Scafatese | 1 – 2 referto              | Salernitana |  |
| \| \| \| \| \| Lezzi 52’ \| Marcatori \| 28’ Margiotta 82’ Saracino \| |           |                            |             |  |
|                                                                        |           |                            |             |  |
| Lezzi 52’                                                              | Marcatori | 28’ Margiotta 82’ Saracino |             |  |

##### Girone di ritorno
| Cosenza 2 giugno 1946 4ª giornata                                           | Cosenza   | 1 – 2 referto                 | Salernitana |  |
| \| \| \| \| \| Bruno I 72’ \| Marcatori \| 21’ (aut.) Pompei 88’ Onorato \| |           |                               |             |  |
|                                                                             |           |                               |             |  |
| Bruno I 72’                                                                 | Marcatori | 21’ (aut.) Pompei 88’ Onorato |             |  |

| Torre Annunziata 9 giugno 1946 5ª giornata                                                                                               | Torrese   | 3 – 5 referto                                                       | Salernitana | Campo Formisano |
| \| \| \| \| \| Torrese 38’ Castaldo 52’ Dapas 83’ \| Marcatori \| 21’ Punzi 28’ (aut.) Bresciani 72’ Margiotta 85’ Volpe 88’ Colaneri \| |           |                                                                     |             |                 |
| |           |                                                                     |             |                 |
| Torrese 38’ Castaldo 52’ Dapas 83’ | Marcatori | 21’ Punzi 28’ (aut.) Bresciani 72’ Margiotta 85’ Volpe 88’ Colaneri |             |                 |

| Salerno 16 giugno 1946 6ª giornata                                              | Salernitana | 3 – 1 referto | Scafatese | Stadio Comunale |
| \| \| \| \| \| Valese 28’ Volpe 33’ Margiotta 84’ \| Marcatori \| 7’ De Vito \| |             |               |           |                 |
|                                                                                 |             |               |           |                 |
| Valese 28’ Volpe 33’ Margiotta 84’                                              | Marcatori   | 7’ De Vito    |           |                 |

#### Semifinale Girone B

##### Andata
| Pescara 30 giugno 1946 Andata               | Pescara   | 0 – 1 referto | Salernitana | Stadio Rampigna |
| \| \| \| \| \| \| Marcatori \| 42’ Volpe \| |           |               |             |                 |
|                                             |           |               |             |                 |
|                                             | Marcatori | 42’ Volpe     |             |                 |

##### Ritorno
| Salerno 7 luglio 1946 Ritorno                                                                                        | Salernitana | 6 – 1 referto   | Pescara | Stadio Comunale |
| \| \| \| \| \| Colaneri 11’ Margiotta 28’, 37’ Iacovazzo 51’ Valese 56’ Volpe 82’ \| Marcatori \| 61’ Tontodonati \| |             |                 |         |                 |
| |             |                 |         |                 |
| Colaneri 11’ Margiotta 28’, 37’ Iacovazzo 51’ Valese 56’ Volpe 82’                                                   | Marcatori   | 61’ Tontodonati |         |                 |

#### Finale

##### Andata
| Pistoia 14 luglio 1946 Andata | Pistoiese | 2 – 0 a tavolino referto | Salernitana |  |

##### Ritorno
| Salerno 21 luglio 1946 Ritorno | Salernitana | 0 – 2 a tavolino referto | Pistoiese | Stadio Comunale |

## Statistiche

### Statistiche di squadra
| Competizione        | Punti | In casa | In casa | In casa | In casa | In casa | In casa | In trasferta | In trasferta | In trasferta | In trasferta | In trasferta | In trasferta | Totale | Totale | Totale | Totale | Totale | Totale | DR  |
| Competizione        | Punti | G       | V       | N       | P       | Gf      | Gs      | G            | V            | N            | P            | Gf           | Gs           | G      | V      | N      | P      | Gf     | Gs     | DR  |
| ------------------- | ----- | ------- | ------- | ------- | ------- | ------- | ------- | ------------ | ------------ | ------------ | ------------ | ------------ | ------------ | ------ | ------ | ------ | ------ | ------ | ------ | --- |
| Divisione Nazionale | 14    | 10      | 5       | 3       | 2       | 13      | 7       | 10           | 0            | 1            | 9            | 7            | 25           | 20     | 5      | 4      | 11     | 20     | 32     | -12 |
| Post campionato B-C | 12+4  | 5       | 4       | 0       | 1       | 19      | 5       | 5            | 4            | 0            | 1            | 10           | 7            | 10     | 8      | 0      | 2      | 29     | 12     | +17 |
| Totale              | -     | 15      | 9       | 3       | 3       | 32      | 12      | 15           | 4            | 1            | 10           | 17           | 32           | 30     | 13     | 4      | 13     | 49     | 44     | +5  |

### Andamento in campionato

#### Divisione Nazionale
| Giornata  | 1 | 2 | 3 | 4 | 5 | 6 | 7 | 8 | 9 | 10 | 11 | 12 | 13 | 14 | 15 | 16 | 17 | 18 | 19 | 20 |
| --------- | - | - | - | - | - | - | - | - | - | -- | -- | -- | -- | -- | -- | -- | -- | -- | -- | -- |
| Luogo     | T | C | T | C | C | T | C | T | T | C  | C  | T  | C  | T  | T  | C  | T  | C  | C  | T  |
| Risultato | N | V | P | V | V | P | P | P | P | P  | V  | P  | V  | P  | P  | N  | P  | N  | N  | P  |
| Posizione | 6 | 3 | 5 | 4 | 6 | 5 | 5 | 7 | 9 | 10 | 10 | 7  | 8  | 7  | 8  | 9  | 9  | 9  | 10 | 9  |

Fonte:  Serie A 1945/1946 il sud – Classifiche, su calcio.com.
Legenda:

Luogo: C = Casa; T = Trasferta. Risultato: V = Vittoria; N = Pareggio; P = Sconfitta.

#### Post Campionato B-C

##### Girone G
| Giornata  | 1 | 2 | 3 | 4 | 5 | 6 |
| --------- | - | - | - | - | - | - |
| Luogo     | C | C | T | T | T | C |
| Risultato | V | V | V | V | V | V |

Legenda:

Luogo: C = Casa; T = Trasferta. Risultato: V = Vittoria; N = Pareggio; P = Sconfitta.

### Statistiche dei giocatori
Fonte
| Giocatore     | Divisione Nazionale | Divisione Nazionale | Post campionato B-C | Post campionato B-C | Totale   | Totale |
| Giocatore     | Presenze            | Reti                | Presenze            | Reti                | Presenze | Reti   |
| ------------- | ------------------- | ------------------- | ------------------- | ------------------- | -------- | ------ |
| C. Amenta     | 17                  | 0                   | -                   | -                   | 17       | 0      |
| A. Bellucci   | 0                   | 0                   | -                   | -                   | 0        | 0      |
| L. Colaneri   | 15                  | 4                   | ?                   | 6                   | 15+      | 10     |
| R. D'Errico   | 0                   | 0                   | -                   | -                   | 0        | 0      |
| A. Gambino    | 0                   | 0                   | -                   | -                   | 0        | 0      |
| M. Grassi     | 12                  | 0                   | ?                   | 0                   | 12+      | 0      |
| C. Iacovazzo  | 20                  | 0                   | ?                   | 1                   | 20+      | 1      |
| G. Jemma      | 0                   | 0                   | -                   | -                   | 0        | 0      |
| F. Lomi       | 15                  | 0                   | ?                   | 0                   | 15+      | 0      |
| A. Longhi     | 11                  | 0                   | -                   | -                   | 11       | 0      |
| V. Margiotta  | 18                  | 7                   | ?                   | 8                   | 18+      | 15     |
| M. Meo        | 0                   | 0                   | -                   | -                   | 0        | 0      |
| V. Mosele     | 9                   | -12                 | ?                   | -?                  | 9+       | -12+   |
| E. Onorato    | 14                  | 4                   | ?                   | 2                   | 14+      | 6      |
| Paparella     | 0                   | 0                   | -                   | -                   | 0        | 0      |
| A. Piccinini  | 9                   | 0                   | ?                   | 0                   | 9+       | 0      |
| A. Punzi      | 6                   | 0                   | ?                   | 1                   | 6+       | 1      |
| O. Ricci      | 11                  | -20                 | -                   | -                   | 11       | -20    |
| G. Rizzo      | 0                   | 0                   | -                   | -                   | 0        | 0      |
| M. Saracino   | 18                  | 0                   | ?                   | 1                   | 18+      | 1      |
| A. Scariati   | 0                   | 0                   | -                   | -                   | 0        | 0      |
| R. Tori       | 15                  | 2                   | ?                   | 0                   | 15+      | 2      |
| G. Tramontano | 0                   | -0                  | -                   | -                   | 0        | -0     |
| A. Valese     | 11                  | 0                   | ?                   | 3                   | 11+      | 3      |
| V. Voccia     | 2                   | 0                   | -                   | -                   | 2        | 0      |
| V. Volpe      | 17                  | 2                   | ?                   | 5                   | 17+      | 7      |